# Joan Elies Adell i Pitarch
Pour les articles homonymes, voir Adell et Pitarch.
Joan Elies Adell i Pitarch (né le 18 février 1968 à Vinaròs) est un poète et un essayiste de langue catalane.

## Biographie
Joan Elies Adell est né à Vinaròs, Baix Maestrat, Province de Castellón, Communauté valencienne. Diplômé pour la communication audiovisuelle et docteur en philologie catalane, il est un professeur de philologie à l'université ouverte de Catalogne à Barcelone, et de théorie de la littérature à l'université Rovira i Virgili à Tarragone. À présent[Quand ?], il est le directeur de l'"Espai Llull", Office du Gouvernement de Catalogne dans la ville sarde d'Alghero.
Il a écrit sur la théorie de la littérature, la théorie de la culture (en), la littérature catalane et la musique. Il appartient à Hermeneia, un projet de recherche de l'Université ouverte de Catalogne, consacrée à la recherche des relations entre les nouvelles technologies et les études littéraires.

## Œuvre

### Poésies
- La matèria del temps (1994)
- Ocèa immobil (1995)
- A curt termini (1997)
- Un mateix cel (2000)
- Encara una olor (qui a obtenu le prix Alphonse le Magnanime, 2003)
- La degradacio natural dels objectes (qui a obtenu le prix au concours littéraire des Jocs Florals à Barcelone en 2004).
- Pistes falses (qui a obtenu le prix qui a obtenu le prix, 2006)

### Essais
- Notes per a una redefinicio dels estudis literaris catalans (Notes pour une redéfinition des études de la littérature Catalane), 1996, qui a obtenu le prix Alambor
- Mètodes i ideologia en la historiografia de la literatura catalana (Méthodes et idéologie dans l'historiographie de la littérature Catalane), qui a obtenu le prix de l'Association pour la Promotion de la Culture Catalane en 1997
- Musica i simulacre a l’era digital (Musique et simulacre à l'âge du numérique, 1997)